# لو كريستي
لو كريستي (بالإنجليزية: Lou Christie) (و. 1943  م) هو موسيقي، وكاتب أغاني، ومغن مؤلف، ومغني أمريكي، بدأ مشواره المهني سنة 1962.

## روابط خارجية
- لو كريستي على موقع IMDb (الإنجليزية)
- لو كريستي على موقع ميوزك برينز (الإنجليزية)
- لو كريستي على موقع إن إن دي بي (الإنجليزية)
- لو كريستي على موقع أول ميوزيك (الإنجليزية)
- لو كريستي على موقع ديسكوغز (الإنجليزية)
- لو كريستي على موقع قاعدة بيانات الفيلم (الإنجليزية)